# DMB-T/H

Sistemas de radiodifusão de TDT. Os países que usam o DMB-T/H são mostrados em roxo.

O DMB-T/H é o padrão de televisão digital criado e adotado na República Popular da China. Adotado na China, em Hong Kong e Macau (Regiões com certa autonomia na China). Este padrão teve os seus primeiros testes durante as Olimpíadas de Pequim. Atualmente este padrão ainda se encontra em desenvolvimento o que acaba por atrapalhar a sua expansão. As rivalidades e desconfianças existentes entre as nações asiáticas fez com que elas não adotassem um mesmo padrão de tv digital desenvolvido em comum acordo. A Coreia do Sul adotou e ajudou a desenvolver o ATSC americano. O Japão criou o seu próprio padrão o ISDB-T que só começou a se expandir pela parceria com o Brasil. A China também criou o seu próprio padrão o DMB-T/H que ainda está em desenvolvimento. O restante das nações asiáticas estão adotando em sua maioria o DVB-T/H europeu.

## Países que usam o DMB-T/H

### África
- Comores

### Américas
- Cuba

### Ásia
- Camboja
- China
  -  Hong Kong
  -  Macau
- Laos
- Paquistão
- Timor-Leste (Testes)